# Sztuka rzeźbienia krzyży na Litwie
Sztuka rzeźbienia krzyży na Litwie (lit. Kryždirbystė) – element rozpowszechnionej tradycji wyrobu krzyży i kapliczek związanej z religią katolicką; sztuka ta sięga korzeniami do tradycji pogańskiej związanej z kultem Drzewa Świata.
W 2001 roku sztuka rzeźbienia krzyży i ich symbolika zostały proklamowane arcydziełem ustnego i niematerialnego dziedzictwa ludzkości, a w 2008 roku wpisane na listę niematerialnego dziedzictwa UNESCO.

## Krzyże

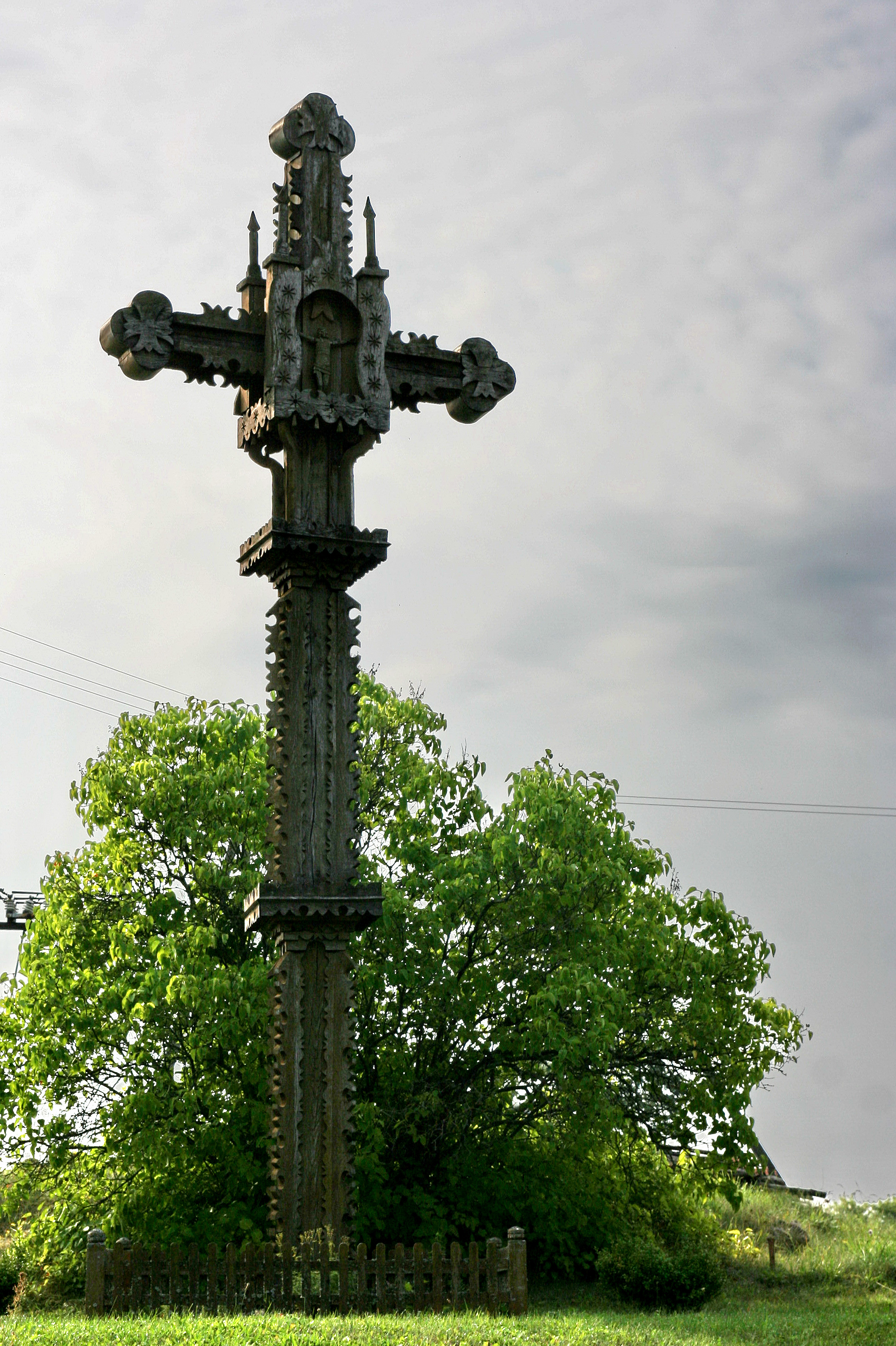
Krzyż w Gatakiemis (2008)

Krzyże stawiane są na cmentarzach, na poboczach dróg wjazdowych do wiosek, skrzyżowaniach, przy lasach i polach, rzekach i jeziorach, koło domów i przy kościołach, a także w celu upamiętnienia ważnych wydarzeń.
Krzyże, o wysokości od 1 do 5 metrów, wykonywane są z drewna dębowego, nie tylko ze względu na jego wytrzymałość, ale również z uwagi na miejsce dębu w pogańskich wierzeniach – dąb uznawano za święte drzewo, przeznaczone dla kultu bóstw. Krzyże rzeźbione w kwiatowe lub geometryczne wzory, często zwieńczone są małym daszkiem i zdobione małymi figurkami, najczęściej Chrystusa i różnych świętych. Wybierane są postaci świętych ważnych w codziennym życiu wiernych. Przy rzekach i jeziorach krzyże zdobią figury Jana Nepomucena – patrona mostów i tonących, orędownika podczas powodzi albo Jana Chrzciciela. Przy polach umiejscawiane są figury św. Izydora, koło budynków inwentarskich – figury św. Jerzego. Domów strzegą kapliczki z figurami św. Rocha (chroni przed chorobami), św. Floriana i św. Agaty (chronią przed pożarem), św. Antoniego (pomaga odnaleźć zgubione rzeczy) i św. Józefa (opiekuje się rodziną).
Pod krzyżami wierni zostawiają dary dziękczynne i w intencji powodzenia różnych przedsięwzięć: jedzenie, różańce i pieniądze (z reguły przy krzyżach i kapliczkach, którym przypisywane są właściwości cudowne); kolorowe wstążki (np. w intencji bezpiecznej podróży, z okazji wesela), krzyże opasywane są też fartuchami (symbolizującymi płodność – w intencji poczęcia potomstwa).
Krzyże i kapliczki są święcone przez księży – te jeszcze niepoświęcone oznaczane są małymi gałązkami lub słomą – i się ich nie usuwa.
Z uwagi na powszechność krzyży w krajobrazie, Litwa nazywana jest krajem krzyży.

## Historia
Tradycja rzeźbienia krzyży rozwinęła się najprawdopodobniej po chrystianizacji Litwy w XV wieku (Litwa przyjęła chrześcijaństwo w 1387 roku, a Żmudź w 1413). W okresie podporządkowania rosyjskiemu kościołowi prawosławnemu w XIX wieku, a później podczas rządów sowieckich, krzyże te stały się symbolami litewskiej tożsamości religijnej i narodowej.
Według dokumentów przesłanych UNESCO w kontekście wpisu na listę niematerialnego dziedzictwa, w 2001 roku na terytorium Litwy było około trzystu aktywnych rzeźbiarzy (za aktywnych uważa się takich, którzy stworzyli ponad 10 krzyży).